# روزالي ماتوندو
روزالي ماتوندو (بالفرنسية: Rosalie Matondo) (من مواليد 18 أبريل 1963 في انجمينا، بتشاد) هي مهندسة زراعية كونغولية شغلت منصب وزيرة اقتصاد الغابات منذ 7 مايو 2016. قالت ماتوندو أنها كانت في السابق منسقة «البرنامج الوطني للتشجير وإعادة التشجير»(PRONAR) داخل نفس الوزارة (2011-2016)، وكذلك مستشارة لرئيس الدولة (2013-2016).

## سيرتها الذاتية
وُلدت روزالي ماتوندو في 18 أبريل 1963 في انجمينا (المعروفة آنذاك باسم فورت لامي) في تشاد. درست ماتوندو في مدرسة الثورة حيث حصلت على درجة البكالوريوس (سلسلة D) في عام 1983. التحقت بعد ذلك في أكاديمية العلوم البلغارية، حيث درست في قسم علم الوراثة بالمعهد العالي للعلوم الهندسة الزراعية في بلوفديف حيث حصلت في عام 1989 على دبلومة في الهندسة الزراعية. حصلت بعد ذلك، في عام 1993 على دبلوم العلوم الزراعية في التكنولوجيا الحيوية النباتية من معهد الهندسة الوراثية في نفس الأكاديمية.
عادت ماتوندو في عام 1994 إلى الكونغو للانضمام إلى مختبر العينات، ثم اضطرت إلى مغادرة برازافيل بسبب الحرب الأهلية. كانت ماتوندو متخصصة على وجه الخصوص في زراعة النباتات الاستوائية. وفي عام 1995، انضمت ماتوندو إلى المركز الفرنسي للبحوث الزراعية من أجل التنمية (CIRAD) كباحثة في مجال زراعة الغابات. انضمت ماتوندو أيضًا إلى المدرسة الوطنية لإدارة الغابات (ENSAF)، حيث عملت كباحث-معلم. وفي عام 2007، تم وضعها على رأس منظمة إعادة التشجير الوطنية.